# Terreur extraterrestre
Pour plus de détails, voir Fiche technique et Distribution.
Terreur extraterrestre (Without Warning, parfois intitulé Warning Terreur extraterrestre) est un film d'horreur et de science fiction américain réalisé par Greydon Clark en 1980.

## Synopsis
Une série d'attaques de petites créatures volantes et voraces provoque des morts isolées dans une campagne de l'Amérique profonde. Alerté par un couple de jeunes ayant survécu à l'hécatombe, un petit groupe lutte désespérément contre un impitoyable prédateur d'un autre monde, qui hante les forêts et chasse tous les humains qu'il rencontre.

## Analyse
En écho au récent succès d'Alien (1979) de Ridley Scott dont on devine ici une certaine influence au niveau des effets spéciaux très viscéraux, Terreur extraterrestre choisit néanmoins de provoquer cette "rencontre d'un certain type à éviter" (accroche publicitaire de sa sortie française), dans un décor bien terrien. La part horrifique surplombe d'ailleurs de beaucoup celle liée à la science-fiction, puisque l'ambiance du film se rapproche davantage du genre slasher, très en vogue après le succès de La Nuit des masques (1978), que de l'aventure intergalactique de Un nouvel espoir ou de Rencontres du troisième type (Close Encounters of the Third Kind) (tous deux sortis en 1977).
Outre les créatures volantes impressionnantes, le film reste surtout mémorable pour sa brochette de "gueules" mythiques du cinéma américain : Cameron Mitchell, dans un rôle très épisodique, Jack Palance à l'allure rugueuse du campagnard solitaire, Neville Brand, habitué des seconds plans antipathiques de westerns, et enfin Martin Landau, qui éclipse aisément ses partenaires par son cabotinage en militaire obsédé par les extra-terrestres.
Quelques années plus tard, le concept du chasseur d'un autre monde sera développé de nouveau, avec, certes, plus de sophistication, dans la série de films initiée en 1987 par Predator de John McTiernan, dont le rôle-titre sera tenu par un acteur haut de 2,20 m nommé Kevin Peter Hall qui était, justement, l'impressionnant E.T. de Terreur extraterrestre !

## Fiche technique
- Titre : Terreur Extra-terrestre
- Titre original : Without Warning
- Titre alternatifs : Alien Warning, The Warning, It Came Without Warning, Alien Shock, Alien Encounters (Titre de travail)
- Réalisation : Greydon Clark
- Scénario : Lyn Freeman, Daniel Grodnik, Ben Nett, Steve Mathis
- Production : Paul Kimatian, Skip Steloff
- Montage :  Curt Burch
- Musique : Dan Wyman
- Photographie : Tom Graeff
- Décors : Jack De Wolf
- Effets spéciaux de maquillages : Greg Cannom
- Pays de production : États-Unis
- Langue : anglais
- Format : Couleurs - 35mm
- Genre : Science-fiction, épouvante
- Durée : 89 minutes
- Dates de sortie : 
  - États-Unis : 26 septembre 1980
  - France : 26 novembre 1980

## Distribution
- Tarah Nutter : Sandy
- Christopher S. Nelson : Greg
- Jack Palance (VF : Jacques Berthier) : Joe Taylor
- Martin Landau : Fred "Sarge" Dobbs
- Sue Ane Langdon (VF : Jackie Berger) : Aggie
- Neville Brand (VF : Marc de Georgi) : Leo
- Cameron Mitchell : le père
- Darby Hinton : le fils
- David Caruso : Tom
- Lynn Theel (aka Lynn Schiller) : Beth
- Larry Storch : le chef des scouts
- Ralph Meeker : Dave
- Mark Ness : Bill
- Kevin Peter Hall : Alien

## Autour du film
- La carrière de Kevin Peter Hall sera marquée par les rôles d'aliens, puisqu'après Terreur extraterrestre, il interprétera aussi le Predator dans le film de John McTiernan en 1987 et dans Predator 2 de Stephen Hopkins en 1990. Sa haute taille (2,20 m) le destinera en outre à nombre de personnages hors normes tels que le bigfoot dans Harry et les Henderson (film et série télévisée) et la créature du placard dans Monster in the closet (1987).

- Le film marque les débuts de l'acteur David Caruso, figure centrale de la célèbre série Les Experts : Miami.